# Nokia 1600
Il Nokia 1600 è una recente aggiunta della Nokia alla propria linea di telefoni cellulari "basici", commercializzato a partire dal 2006. Il 1600 è disegnato sulla base del classico Nokia 1100, ed è stato pensato specificatamente per gli utilizzatori dei paesi in via di sviluppo.

## Caratteristiche tecniche
- Reti: DualBand GSM 900 - 1800 MHz
- Dimensioni: 104 x 45 x 17 mm
- Massa con batteria in dotazione: 85 g
- Anno di uscita: 2005
- Batteria: ioni di litio da 900 mAh
- Kit Acquisto: Batteria, manuale d'uso, caricabatteria da viaggio
- Autonomia in standby: 450 ore
- Autonomia in conversazione: 5,50 ore